# Thagria emeiensis
Thagria emeiensis är en insektsart som beskrevs av Zhang 1994. Thagria emeiensis ingår i släktet Thagria och familjen dvärgstritar. Inga underarter finns listade i Catalogue of Life.